# Medinilla beamanii
Medinilla beamanii är en tvåhjärtbladig växtart som beskrevs av Regalado. Medinilla beamanii ingår i släktet Medinilla och familjen Melastomataceae. Inga underarter finns listade i Catalogue of Life.

## Bildgalleri

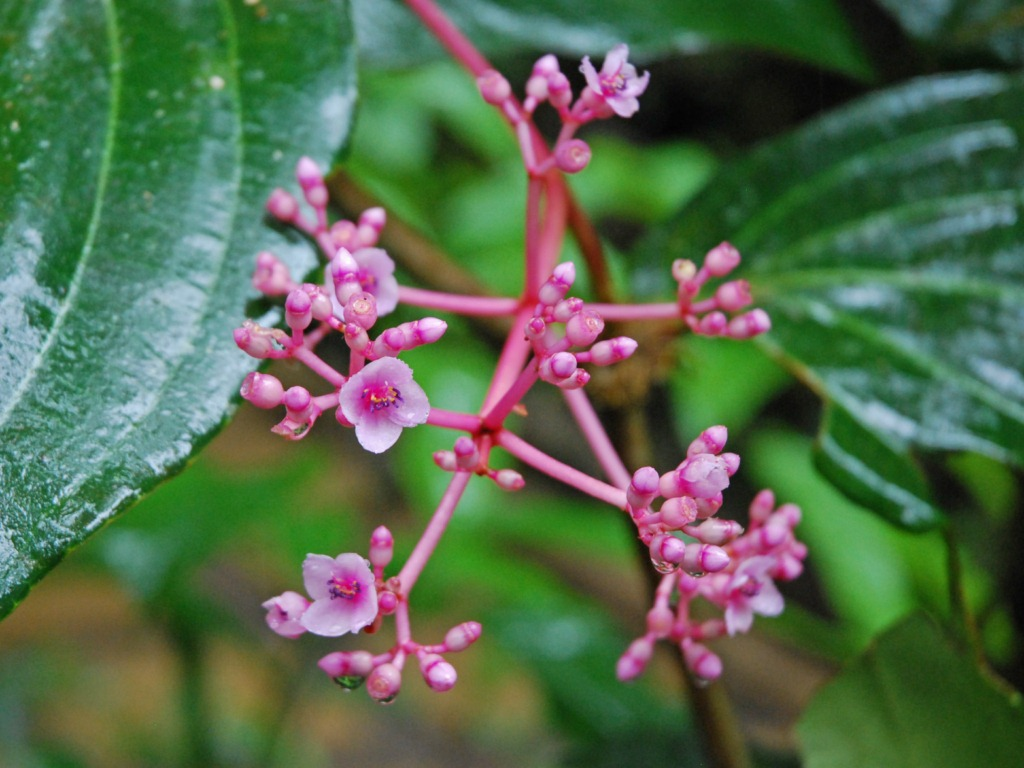